# Annaberg
Annaberg là một huyện cũ ở Bang tự do Sachsen, Đức. Các đơn vị giáp ranh (từ phía nam theo chiều kim đồng hồ): Cộng hòa Séc và các huyện Aue-Schwarzenberg, Stollberg và Mittlerer Erzgebirgskreis.

## Lịch sử
Huyện Annaberg được lập năm 1874.
Huyện Annaberg bắt đầu thuộc huyện mới Erzgebirgskreis ngày 1 tháng 8 năm 2008. Huyện Erzgebirge gồm các huyện cũ Annaberg, Stollberg, Aue-Schwarzenberg và Mittlerer Erzgebirge (Marienberg).

## Địa lý
Huyện này tọa lạc ở phía tây dãy núi Erzge tại biên giới Cộng hòa Séc-Đức. 

## Các thị xã và đô thị
| Thị xã | Đô thị |
| --- | --- |
| 1. Annaberg-Buchholz 2. Ehrenfriedersdorf 3. Elterlein 4. Geyer 5. Jöhstadt 6. Oberwiesenthal 7. Scheibenberg 8. Schlettau 9. Thum | 1. Bärenstein 2. Crottendorf 3. Gelenau 4. Königswalde 5. Mildenau 6. Sehmatal 7. Tannenberg 8. Thermalbad Wiesenbad |